# Topfstedt
Topfstedt ist eine Gemeinde im thüringischen Kyffhäuserkreis, die zur Verwaltungsgemeinschaft Greußen gehört.

## Geografie
Topfstedt gehört zur Thüringer Hügellandschaft und liegt im Thüringer Becken. Der Ort liegt ca. 40 km nordöstlich der Landeshauptstadt Erfurt und 18 km südlich der Kreisstadt Sondershausen, direkt an der Bundesstraße 4 und besteht aus Niedertopfstedt und Obertopfstedt. Die beiden Ortsteile sind ca. einen Kilometer voneinander entfernt.

## Geschichte

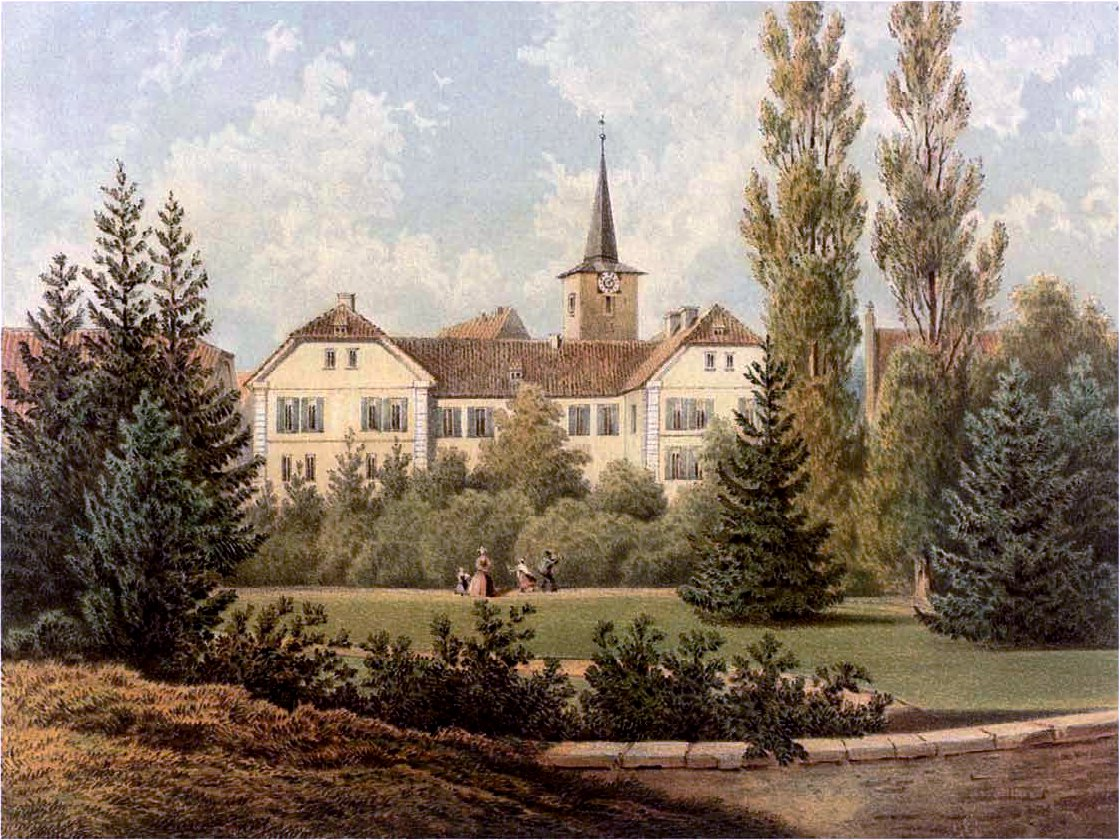
Rittergut Niedertopfstedt um 1860, Sammlung Alexander Duncker

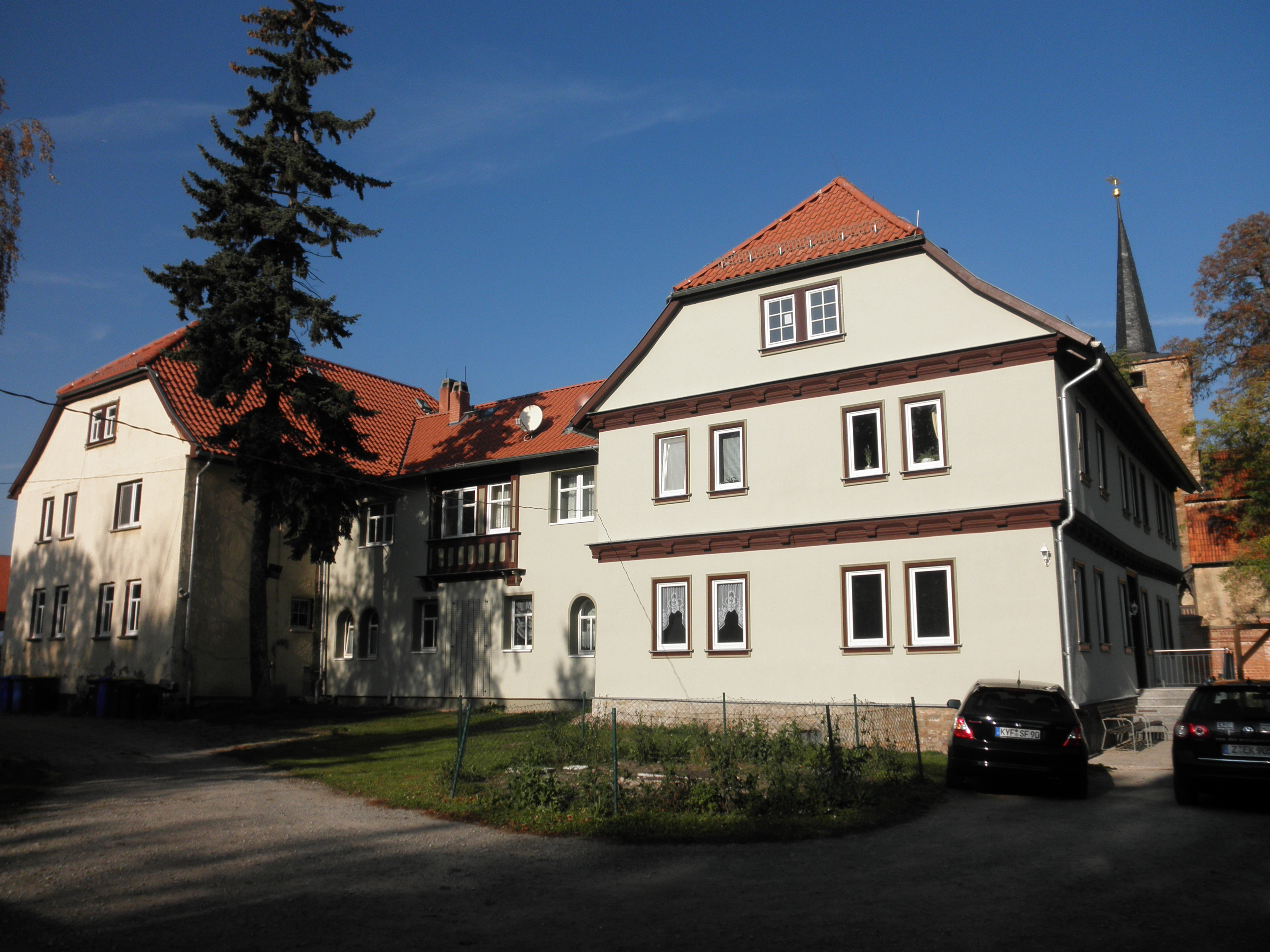
Rittergutshaus Niedertopfstedt 2011

Die erste urkundliche Erwähnung des Ortes Topfstedt erfolgte im Jahre 842, als ein gewisser Frecholf seine Güter in Topfestat dem Kloster Fulda schenkte.
Die Schenkungsurkunde selbst ist jedoch nicht erhalten. Ihr Wortlaut war in einem unter Abt Hrabanus Maurus seit 833 angelegten Cartular (Sammlung von Urkundenschriften) eingetragen. In diesem Cartular wurden alle Schenkungen Thüringer Privatleute an das Kloster gesammelt. Aber selbst dieses Cartular ist nicht erhalten. Jedoch ist eine kurze Zusammenfassung des Urkundeninhalts erhalten. Dies ist im zweiten Band des so genannten Codex Eberhardi nachzulesen. Der genaue Zeitpunkt der Schenkung Frecholfs ist auch nicht nachzuvollziehen.
Da die Schenkung vermutlich in die Regierungszeit des Fuldaer Abtes Hrabanus Maurus (822–842) fiel, wurde das letztmögliche Jahr, also 842, als Jahr der ersten Nennung angenommen. Die älteste noch vorhandene Urkunde von Topfstedt stammt aus dem Jahre 1089; diese ist jedoch eine Fälschung. Bei der Fälschung handelt es sich um eine Besitzstandsurkunde des Klosters Reinhardsbrunn. Die fingierte Urkunde wurde um das Jahr 1165 von einem Mönch des Klosters Reinhardsbrunn hergestellt, um den Besitzstand des Klosters gegenüber den Feudalgewalten zu sichern.
1333 wurden erstmals die beiden, noch heute existierenden, Ortsteile Niedertopfstedt und Obertopfstedt genannt. Beide Orte gehörten bis 1815  zum kursächsischen Amt Weißensee. Durch die Beschlüsse des Wiener Kongresses kamen sie zu Preußen und wurden 1816 dem Landkreis Weißensee im Regierungsbezirk Erfurt der Provinz Sachsen zugeteilt, zu dem sie bis 1944 gehörten.

### Besuch des preußischen Königs
Am 15. Oktober 1806, einen Tag nach der Doppelschlacht bei Jena und Auerstedt, eilten die geschlagenen preußischen Truppen von Weißensee kommend durch Topfstedt, um die Festung Magdeburg zu erreichen.
Zur Rettung des Königs Friedrich Wilhelm III. vor der Gefangennahme wandte Generaloberleutnant Kalckreuth eine Kriegslist an. Ohne erfolgreichen Abschluss dieser List wäre eine Gefangennahme des Königs durch französische Truppen sehr wahrscheinlich gewesen. Der König war in der Nacht nach der Schlacht von Auerstedt bis Sömmerda geritten und hatte im dortigen Pfarrhaus Quartier genommen. Am 16. Oktober 1806 nahmen ein Husaren- und ein Dragonerregiment den König in die Mitte und geleiteten ihn über Weißensee-Ottenhausen zunächst nach Niedertopfstedt. In Niedertopfstedt angekommen, wollte der König im Rittergutshaus ein Mahl einnehmen, musste aber nebst einer Eskorte von 50 Reitern unter Generalleutnant von Blücher schleunigst die Flucht antreten, da gegen 10 Uhr in Greußen französische Husaren einritten, die jedoch durch eine Schwadron preußischer Dragoner wieder vertrieben werden konnten.
Der König setzte seine Flucht dann in Richtung Sondershausen fort. Am Mittag des 16. Oktober 1806 sammelten sich preußische Truppen zwischen Niedertopfstedt und Greußen zu einem Rückzugsgefecht, um die Flucht des Königs zu decken. Zwischen 15:30 Uhr und 19:30 Uhr kam es dann zu einem kurzen Gefecht, an dem eine preußische Nachhut in Stärke von 12.000 Mann teilnahm. Nach dem Treffen zogen Teile dieser Nachhut, teils ohne Waffen, durch den Ort. Der größte Teil jedoch wurde von den französischen Truppen gefangen genommen. Zum Andenken an den Fluchtbesuch des preußischen Königs wurde in dem Zimmer des Rittergutes, in dem er sich aufgehalten hatte, eine Gedenktafel angebracht, die aber 1945 wieder entfernt wurde.

### Einwohnerentwicklung
Entwicklung der Einwohnerzahl (31. Dezember):
| - 1994 – 643 - 1995 – 660 - 1996 – 677 - 1997 – 686 - 1998 – 693 - 1999 – 687 | - 2000 – 687 - 2001 – 686 - 2002 – 669 - 2003 – 674 - 2004 – 662 - 2005 – 660 | - 2006 – 654 - 2007 – 654 - 2008 – 647 - 2009 – 621 - 2010 – 613 - 2011 – 603 | - 2012 – 507 - 2013 – 586 - 2014 – 578 - 2015 – 574 - 2016 – 563 - 2017 – 565 | - 2018 – 561 - 2019 – 569 - 2020 – 571 - 2021 – 563 |

Datenquelle: Thüringer Landesamt für Statistik

## Politik

### Wappen
| | Blasonierung: „Geteilt von Rot und Silber; belegt mit je einer querliegenden Wolfsangel in verwechselten Tinkturen.“ |
| Wappenbegründung: Damals wurde die Fachgruppe Heraldik „Schwarzer Löwe“, in Leipzig mit der Forschung nach einem Gemeindewappen beauftragt. Die Recherchen der Fachgruppe brachten keine historischen Überlieferungen zu einem Gemeindewappen ans Licht. Zwar traten nach verschiedenen Urkunden Angehörige des Ende des 14. Jahrhunderts ausgestorbenen Geschlechts derer von Topfstedt zwischen 1175 und 1369 als Zeugen auf. Dabei wurde jedoch nie deren Wappen beschrieben. Die Siegel dieser Urkunden waren in den meisten Fällen nicht mehr vorhanden oder aber völlig unkenntlich. Da also kein Wappen nachzuweisen war, wurde die Fachgruppe Heraldik mit dem Entwurf und der Colorierung eines Ortswappens beauftragt. Historische Grundlage bildete das in Johann Siebmachers Wappenbuch des abgestorbenen sächsischen Adels der preußischen Provinz Sachsen abgebildete Wappen derer von Topfstedt. Dieses Wappen zeigt im Schild einen quer liegenden Widerhaken, auch Wolfsangel genannt. Das Wappen wurde auf dem Siegel einer von Hermann von Topfstedt für das Kloster Kelbra ausgefertigten Urkunde entdeckt. Es ist das einzige erhaltene Wappensiegel dieses Geschlechts. Für das Gemeindewappen modifizierten die Spezialisten der Forschungsgruppe Heraldik das Siegel Hermann von Topfstedts durch Teilung des Wappenschilds und setzten in jeden Teil, je einen der beiden Ortsteile repräsentierend, eine Wolfsangel in verwechselten Farben. Rot und Silber verweisen auf die Farben des historischen Thüringer Wappentiers, des bunten Löwen der Ludowinger, der seit 1990 auch wieder das Wappen des wiedererstandenen Freistaats Thüringen ziert (Thüringer Landeswappen). Das Wappen wurde von der Heraldischen Gesellschaft „Schwarzer Löwe“ in Leipzig gestaltet, vom Gemeinderat bestätigt und am 30. August 1987 mittels Wappenbrief offiziell eingeführt; es ist in der Quedlinburger Wappenrolle unter der Nummer QWR II/87032 eingetragen. | |

### Flagge
Die Flagge der Gemeinde Topfstedt ist Weiß – Rot geteilt und trägt das Gemeindewappen.

### Dienstsiegel
Das Dienstsiegel trägt die Umschrift im oberen Halbbogen „THÜRINGEN“, im unteren Halbbogen „Gemeinde Topfstedt“ und zeigt das Gemeindewappen.

## Sehenswürdigkeiten
- Dorfkirche in Niedertopfstedt
- Historisches Rittergutshaus (Herrenhaus) in Niedertopfstedt
- Dorfkirche St. Sebastian und Fabian in Obertopfstedt (Das Herrenhaus des Guts in Obertopfstedt wurde nach 1945 abgerissen)

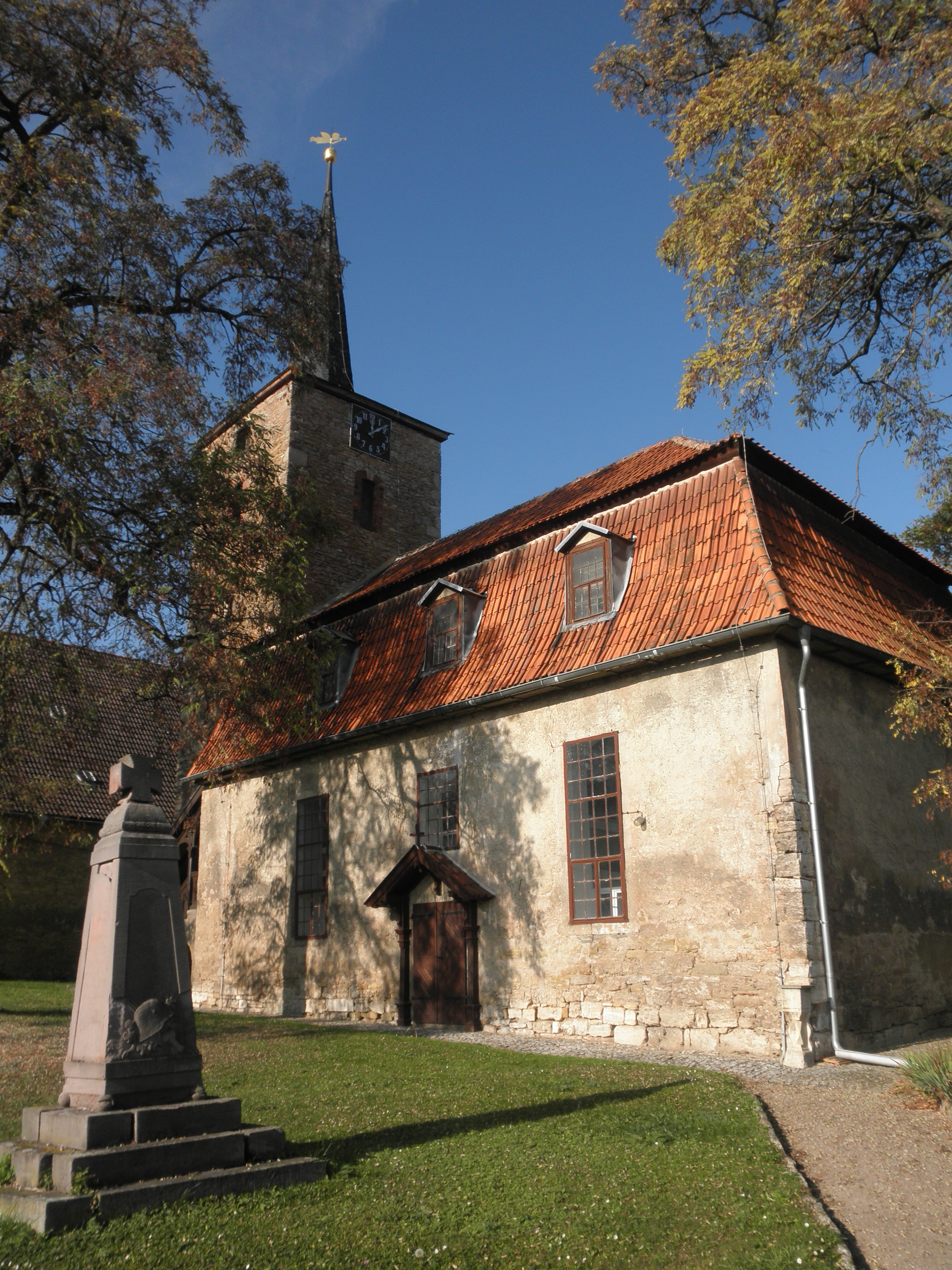
Kirche in Niedertopfstedt
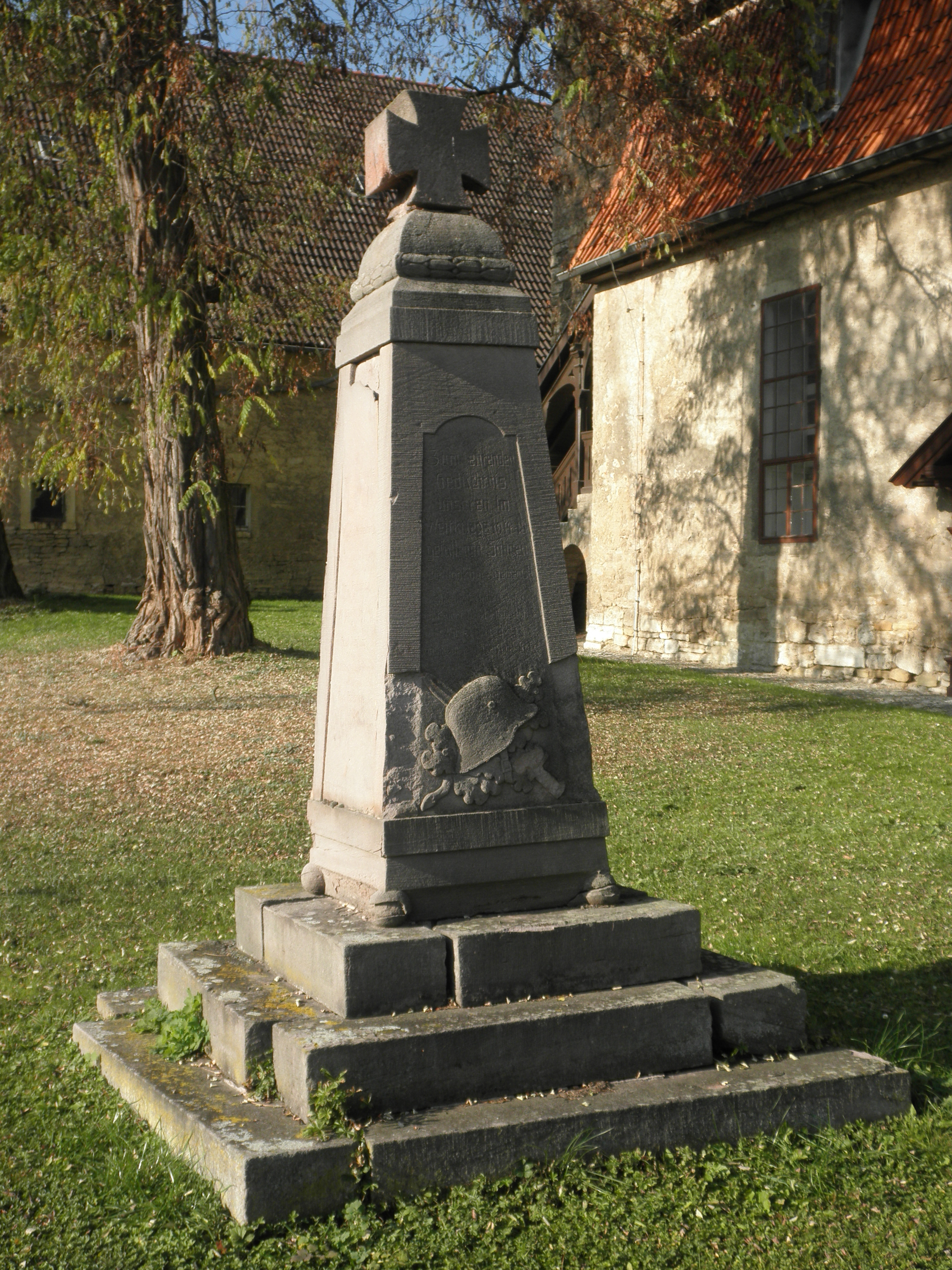
Kriegerdenkmal in Niedertopfstedt
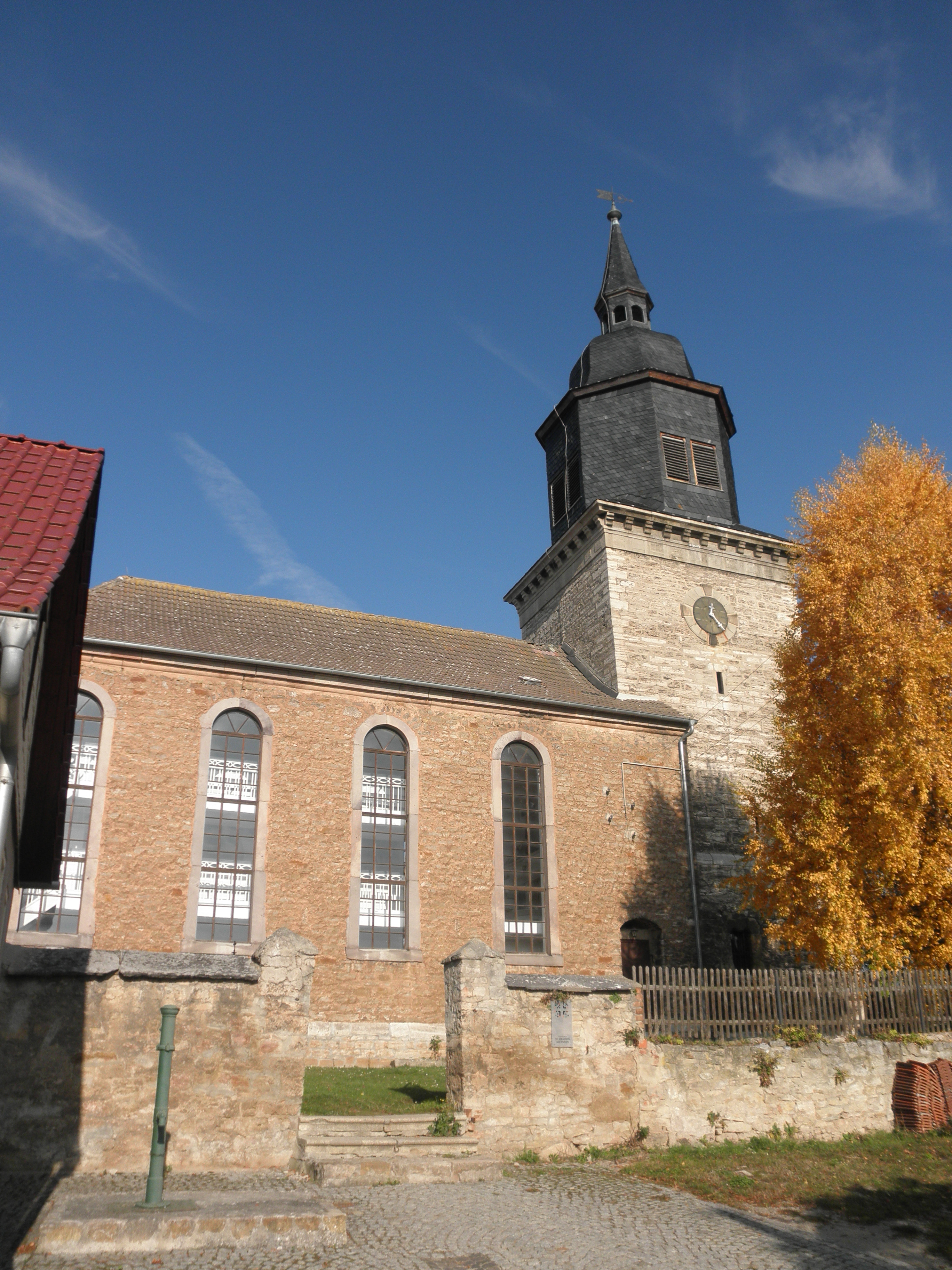
Ev. Kirche St. Sebastian und Fabian in Obertopfstedt
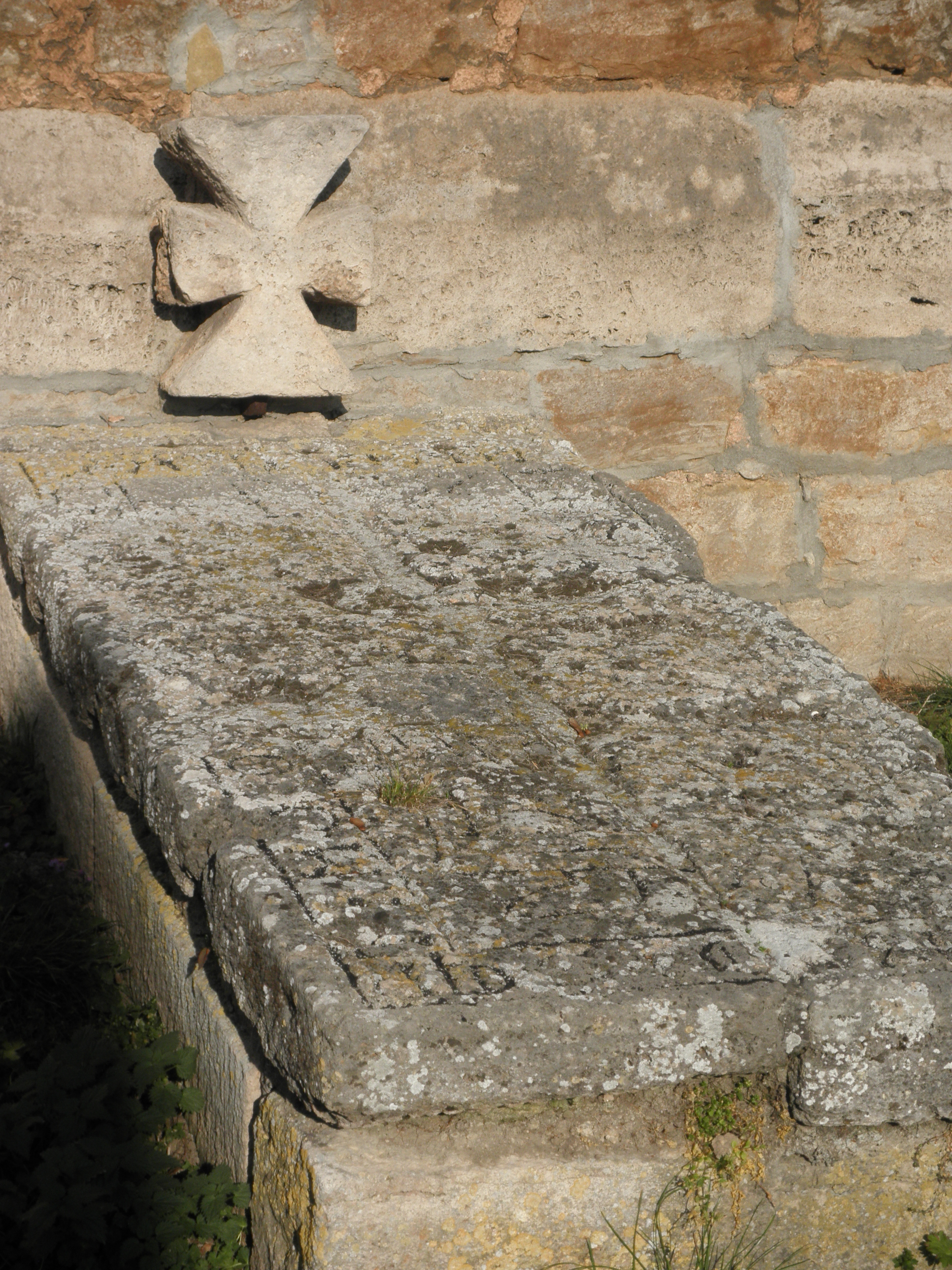
Epitaph an der Kirche von Obertopfstedt

## Wirtschaft
Wirtschaftlich ist Topfstedt eher von der Landwirtschaft geprägt, es sind aber auch eine Reihe kleiner mittelständischer Unternehmen angesiedelt. In Niedertopfstedt ist 2010/2011 eine Biogasanlage entstanden, die Dächer der Wirtschaftsgebäude sind großflächig mit Solarpanelen bestückt.
Bis Anfang der 1990er Jahre wurde die Wirtschaft durch die in Niedertopfstedt ansässige Ziegelei und die in beiden Ortsteilen vorhandene LPG geprägt. Ein Großteil der Bevölkerung arbeitete in diesen Betrieben.